# Hugh O'Neill (calciatore)
Hugh O'Neill (Kearney, 16 luglio 1954) è un ex calciatore statunitense, di ruolo attaccante e centrocampista.

## Biografia
Nato da una famiglia scozzese emigrata nel 1948 negli Stati Uniti d'America a Kearny, nel New Jersey; il padre era un veterano che lavorò nel paese d'adozione come muratore e giocò a calcio a livello semiprofessionistico per il Brooklyn Hispano e il Kearny Irish, società dell'American Soccer League, la madre era invece una cameriera. Aveva inoltre quattro sorelle. Fu spinto dal padre cattolico a tifare per il Celtic, squadra tradizionalmente associata alla comunità cattolica di Glasgow.

## Caratteristiche tecniche
Poteva giocare sia come ala che da attaccante. Era molto agile e lo scozzese-americano Peter Millar gli insegnò a finalizzare il suo gioco.

## Carriera
Si forma calcisticamente dapprima presso vari club di Kearny, New Jersey e poi nella rappresentativa dell'università di Bridgeport.
Nel 1976 viene ingaggiato dall'Hartford Bicentennials, franchigia della NASL, voluto da Manfred Schellscheidt che lo aveva già allenato a livello statale.  Con i Bicentennials non riuscì a superare la fase a gironi del torneo 1976. Le buone prestazioni gli attirarono però l'interesse di vari club scozzesi, facendo provini con il St. Mirren e poi i Rangers, squadra che rappresenta la parte protestante di Glasgow. Proprio questi ultimi lo ingaggiarono, nonostante le proteste del padre cattolico, e O'Neill risulta essere il primo cattolico dichiarato ad aver firmato un contratto con i Rangers. Il suo ingaggio provocò proteste sia da parte cattolica che protestante a Glasgow.
Giocò oltre venti partite tra le riserve tra campionato e coppa, segnando cinque reti e fornendo dieci assist.
O'Neill non riuscì mai accedere alla prima squadra, coperto nel suo ruolo dal nazionale scozzese Derek Parlane, ma l'allenatore della prima squadra, Jock Wallace affermò che era molto promettente.
Dopo l'infarto subito dal padre decise di rescindere con i Rangers e di tornare negli Stati Uniti, sempre ai Bicentennials. Nonostante le buone prestazioni venne svincolato nel corso del campionato 1977, finendo il torneo in forza ai Dallas Tornado, con cui raggiunse i quarti di finale dei playoff per il titolo.
Tra il 1977 e 1978 giocò per i Connecticut Yankees, franchigia dell'American Soccer League, con cui raggiunse la semifinale del torneo 1977.
Nella NASL 1978 viene ingaggiato dalla neonata franchigia dei Memphis Rogues, ricoprendo anche l'incarico di direttore del settore giovanile. Con i Rogues non riuscì a superare la fase a gironi del torneo.
Nel 1979 torna a giocare nell'American Soccer League in forza ai N.J. Americans, con cui non riesce a superare la fase a gironi del torneo.
Nel 1981 passa alla neonata franchigia dei Carolina Lightnin' con cui si aggiudica il torneo di quell'anno, segnando la rete decisiva nella finale contro i Pennsylvania Stoners.
Rimarrà in forza alla squadra di Charlotte sino al campionato seguente.
Contemporaneamente e successivamente al calcio si dedicò anche all'indoor soccer, militando nei Cleveland Force.

## Palmarès
- American Soccer League: 1

Carolina Lightnin': 1981